# 红十字山

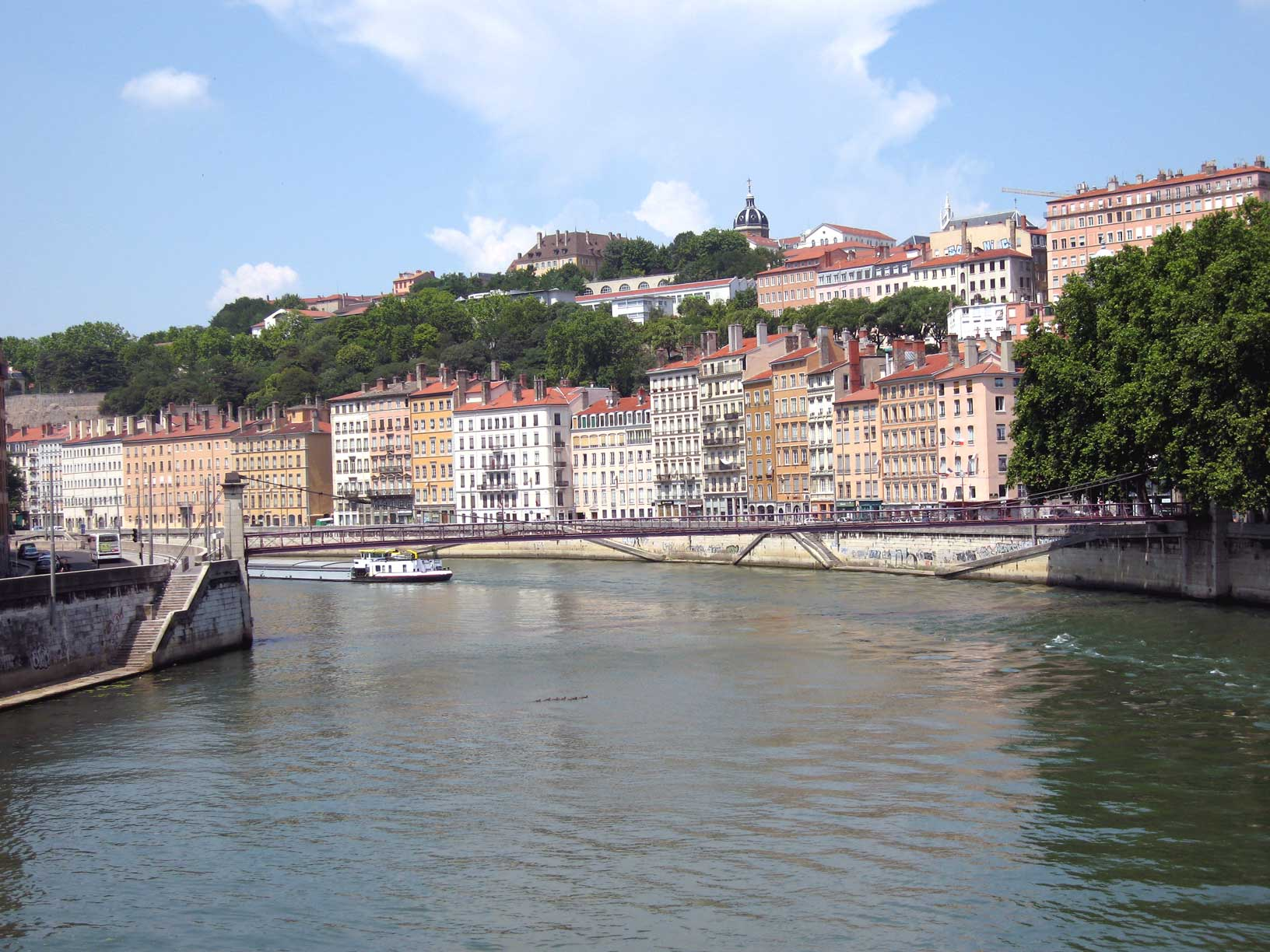
红十字山

红十字山（La Croix-Rousse）是法国里昂市内的一座山丘，以及位于此山的街区名。该区分为两个部分 - 斜坡（pentes）属于里昂第一区；高原（plateau）属于里昂第四区。最高点254米。靠近沃土广场。
该山得名于在16世纪基督徒在此安放的红褐色石头十字架。
该区于18世纪开始发展，丝绸作坊从里昂老城搬到这里（里昂是欧洲丝绸业的中心）。丝绸工人要忍受极其恶劣的工作条件，因此他们多次造反，例如在1831年10月。
在里昂，红十字山被称为“工作之山”（la colline qui travaille），而西南面的富维耶山被称为“祈祷之山”（la colline qui prie）。